# 佩里托罗
佩里托罗是巴西马拉尼昂州的一个市镇。总面积748平方公里，总人口19817人，人口密度26.5人/平方公里。